# Кубок німецької ліги з футболу 2000
Кубок німецької ліги 2000 — 5-й розіграш Кубка німецької ліги. Змагання проводиться за системою «плей-оф», де і визначають переможця. Переможцем вчетверте поспіль стала Баварія.

## Календар
| Раунд        | Дата             | Матчі | Клуби |
| ------------ | ---------------- | ----- | ----- |
| Перший раунд | 24-27 липня 2000 | 2     | 6 → 4 |
| 1/2 фіналу   | 29-30 липня 2000 | 2     | 4 → 2 |
| Фінал        | 1 серпня 2000    | 1     | 2 → 1 |

## Перший раунд
| Команда 1     | Рахунок | Команда 2      |
| ------------- | ------- | -------------- |
| 24 липня 2000 |         |                |
| Гамбург       | 1:3     | Герта          |
| 27 липня 2000 |         |                |
| Мюнхен 1860   | 0:2     | Кайзерслаутерн |

## 1/2 фіналу
| Команда 1     | Рахунок      | Команда 2      |
| ------------- | ------------ | -------------- |
| 29 липня 2000 |              |                |
| Баєр 04       | 1:1 пен. 4:5 | Герта          |
| 30 липня 2000 |              |                |
| Баварія       | 4:1          | Кайзерслаутерн |

## Фінал
| 1 серпня 2000 |

| Герта       | 1:5      | Баварія                                           |
| ----------- | -------- | ------------------------------------------------- |
| Міхалке 61' | Протокол | Ціклер 50', 66', 85' Янкер 53' Сверіссон 57' (аг) |

| БайАрена, Леверкузен Глядачів: 12 500 Арбітр: Гельмут Круг |